# Joe Public Football Club
Joe Public foi um clube de futebol de Trinidad e Tobago, criado em 1996. O clube já foi duas vezes campeão da Campeonato de Clubes da CFU e duas vezes vice-campeão. Além de ter ganho dois Campeonatos Nacionais e duas Copas Nacionais.
Em 2005, o clube participou da Copa Finta Internacional, disputada na cidade de Volta Redonda.
Em 2011, Joe Public retirou-se da TT Pro League devido a problemas decorrentes do proprietário Jack Warning. Em 2014, o clube retirou-se da Super League por motivos financeiros.

## Títulos

### Nacionais
- TT Pro League: 1998, 2006
- Trinidad and Tobago Cup: 2001, 2007, 2009

### Internacionais
- Campeonato de Clubes da CFU: 1998, 2000

### Outros
- Kashif & Shanghai Knockout Tournament: 2006
- Trinidad and Tobago Pro Bowl: 2009, 2011